# Archaeotychia
Archaeotychia is een geslacht van vlinders van de familie van de Brachodidae, uit de onderfamilie van de Brachodinae. De wetenschappelijke naam en de beschrijving van dit geslacht zijn voor het eerst gepubliceerd in 2016 door Axel Kallies.
De soorten van dit geslacht komen in Zuid-Afrika voor.

## Soorten
- Archaeotychia albiciliata (Walsingham, 1891)
- Archaeotychia dentata Kallies, 2016
- Archaeotychia dicksoni Kallies, 2016
- Archaeotychia khoisanorum Kallies, 2016
- Archaeotychia krooni Kallies, 2016
- Archaeotychia quiris (Felder & Rogenhofer, 1875)
- Archaeotychia semicuprea Kallies, 2016